# Social CRM
Social CRM (Customer-Relationship-Management) bezeichnet die Nutzung der Sozialen Netzwerke wie Facebook, Twitter oder XING, um die Unternehmensstrategie des Kundenbeziehungsmanagements in Bezug auf die Nutzer dieser Netzwerke besser auslegen zu können. Verbunden wird diese Strategie natürlich auch mit den klassischen Punkten des Customer Relationship Management. Paul Greenberg fasst die Aufgabe des Social CRM wie folgt zusammen:

“Social CRM is a philosophy and a business strategy, supported by a technology platform, business rules, workflow, processes and social characteristics, designed to engage the customer in a collaborative conversation in order to provide mutually beneficial value in a trusted and transparent business environment. It's the company's response to the customer's ownership of the conversation.”

„Social CRM ist eine Philosophie und eine Unternehmensstrategie, die durch technische Plattformen, Geschäftsregeln, Workflows, Prozesse und soziale Charakteristiken unterstützt wird, um mit dem Kunden einen kollaborativen Dialog zu ermöglichen und einen Zusatznutzen in einem vertrauten und transparenten Umfeld bieten zu können. Es ist die Antwort des Unternehmens darauf, dass dieser Dialog 'Eigentum' des Kunden ist.“

## Social CRM zur Kundenbindung
Social CRM zielt darauf ab, mit den Kunden in einen Dialog zu treten und einen Mehrwert zu bieten. Der erste Schritt besteht darin, die Netzwerke zu finden, in denen die Kunden aktiv sind. Sodann ist es wichtig, eine Beziehung zum Kunden aufzubauen. Dies kann beispielsweise in einem Hilfeforum geschehen. Wenn dem Kunden schnell geholfen wird, wächst das Vertrauen in das Unternehmen. Wenn der Kunde auf Produktentwicklungsplattformen seine Vorschläge zu neuen Produkten – beispielsweise neue Geschmacksrichtungen für Erfrischungsgetränke – einbringen kann, wird er sich besonders stark mit dem Produkt auseinandersetzen. Beliebt sind auch Gewinnspiele für Einkaufsgutscheine oder ähnliches. Social CRM kostet viel Zeit und deswegen ist hierbei abzuwägen, wie sinnvoll der Einsatz von Social CRM für die jeweilige Branche ist. Für Unternehmen im B2C-Bereich ergeben sich viele Möglichkeiten, für Unternehmen, die im B2B-Bereich tätig sind, kann es schwer sein, auf sozialen Netzwerken ihre Produkte oder Dienstleistungen zu vermarkten (z. B. Bürobedarf oder Server-Hardware). Ob die jeweilige Zielgruppe in sozialen Netzwerken vertreten ist, hängt oft vom Alter der Zielgruppe ab.

## Webmonitoring
Ein Begriff, der häufig im Zusammenhang mit Social CRM gebraucht wird, ist das Webmonitoring – auch Social Listening genannt. Darunter versteht man die systematische Suche im Internet nach Unternehmens-, Marken-, Meinungs-, Wettbewerber- und Personennennungen mit anschließender Kategorisierung und elektronischer Archivierung der gefundenen Daten. Hierbei werden vor allem nur die relevanten Daten gespeichert, die ein spezielles Produkt wie z. B. Kommentare über eine Weinsorte in einem Internetmagazin betreffen. Das Social CRM möchte allerdings nicht nur die Daten wie das Webmonitoring erhalten, sondern sie möchte eine Kundenbindung herstellen, indem beispielsweise über Produktgestaltungsplattformen oder Support-Foren Kunden aktiv gewonnen werden.

## Software-Lösungen für Social CRM
Software-Lösungen zu Social CRM liefern einerseits die Möglichkeit, Kundendiskussionen in sozialen Netzwerken auszuwerten. Erkenntnisse daraus sind zum Beispiel: Wie oft und was wird in den sozialen Medien über das Unternehmen diskutiert? Was ist positiv und was ist negativ? So haben Unternehmen die Möglichkeit festzustellen, was die Kunden von den Produkten und Services halten – und sich gegebenenfalls an den Diskussionen zu beteiligen. Manche Social CRM Lösungen bieten außerdem Foren, Blogs, Newsportale und Chats an, über die Unternehmen ihre eigenen Social-Media-Aktivitäten steuern können. Die Social CRM Lösung führt die verschiedenen Informationen zusammen und bereitet die Ergebnisse mit entsprechenden Berichten und Grafiken auf.

## Vorteile von Social CRM
- Ermöglicht schnelles Reagieren auf kurzfristige Stimmungsschwankungen, um Kundenbindungen zu verstärken oder aufrechtzuerhalten.
- Ermöglicht schnelle Reaktionen auf neue Kundenbedürfnisse.
- Ermöglicht Marktbegleiter zu beobachten.
- Ermöglicht auf extreme Marktentwicklungen zu reagieren.

## Nachteile von Social CRM
- großer Zeitaufwand/benötigt enorme Kapazitäten im Unternehmen
- Umgang mit sozialen Medien erfordert hohe Flexibilität im Unternehmen
- große Affinität zu den sozialen Medien notwendig
- hohe Datenschutzanforderungen bei Unternehmensintegration (Datenspeicherung und -verwendung)[2]